# Carl Stemmler (Naturschützer)
Carl Stemmler, auch Stemmler-Vetter (* 7. April 1882 in Schaffhausen; † 12. Mai 1971 ebenda), von Beruf Kürschner, war ein Schweizer Pionier der Naturschutzbewegung. Das von ihm angelegte «Museum Stemmler» in Schaffhausen besteht noch heute. Sein Sohn war der gleichnamige Zoologe Carl Stemmler, der als Autor auch unter dem Namen Stemmler-Morath bekannt ist.

## Biografie
In der Generationenfolge der Familie Stemmler gab es drei Personen mit dem Vornamen Carl. Der Naturschützer Carl Stemmler war der zweitälteste Sohn des Vaters gleichen Namens, er hatte fünf Schwestern und zwei Brüder. Ihr Vater war Eisengiesser in Eibenstock im sächsischen Erzgebirge. Auf seiner Wanderschaft hatte der Vater in Schaffhausen die Pelznäherin Maria Bolli aus Altdorf kennengelernt; das Ehepaar liess sich dort nach der Heirat auch nieder. Der Senior schulte um und ging als Kürschner in die Branche seiner Ehefrau. Sie eröffneten ein gutgehendes Pelzgeschäft, das jedoch «die Kräfte des unermüdlich arbeitenden Ehepaars allzu rasch verbrauchte. Die Mutter starb mit 38, der Vater mit 42 Jahren. Die Kinder hatten um das wirtschaftliche Überleben zu kämpfen.»
Carl Stemmler hielt als Schüler lebende Tiere und war leidenschaftlicher Sammler von Dingen, die er in der Natur um Schaffhausen, auf dem Randen und im Hegau fand. In der Stadt besuchte er den Tiermaler Gustav Hummel, der in seinem Atelier verschiedene Tierpräparate anfertigte und abzeichnete und dem sein Vater aus dem Kürschner- und Pelzgeschäft Fuchsfelle, Steinmarder- und Iltisfelle verkaufte. Bei ihm bekam er seine ersten Anregungen. Bereits in der Schule fiel sein Zeichentalent auf.
Stemmler erlernte in Biel ebenfalls das Kürschnerhandwerk. 1903 heiratete er im Alter von 21 Jahren Frieda Vetter aus Schopfheim. Er zog mit ihr nach Dijon, wo sein ältester Sohn, wiederum ein Carl, 1904 geboren wurde. Dieser wurde später als Tierwärter am Basler Zoo sowie als Publizist und Fachmann für zoologische Fragen bekannt. Der Vater hing an Schaffhausen, am Rhein und am Höhenzug des Randen. Nach einem kurzen Aufenthalt in Besançon kehrte er 1905 nach Schaffhausen zurück und eröffnete dort in der Vorstadt beim Schwabentor ein Pelz- und Kürschnergeschäft. Nachdem sich die Familie um einen zweiten Sohn und um eine Tochter vergrössert hatte, zog man 1937 um in das «gelbe Haus» «Zur Stockarburg» an der Vordergasse.

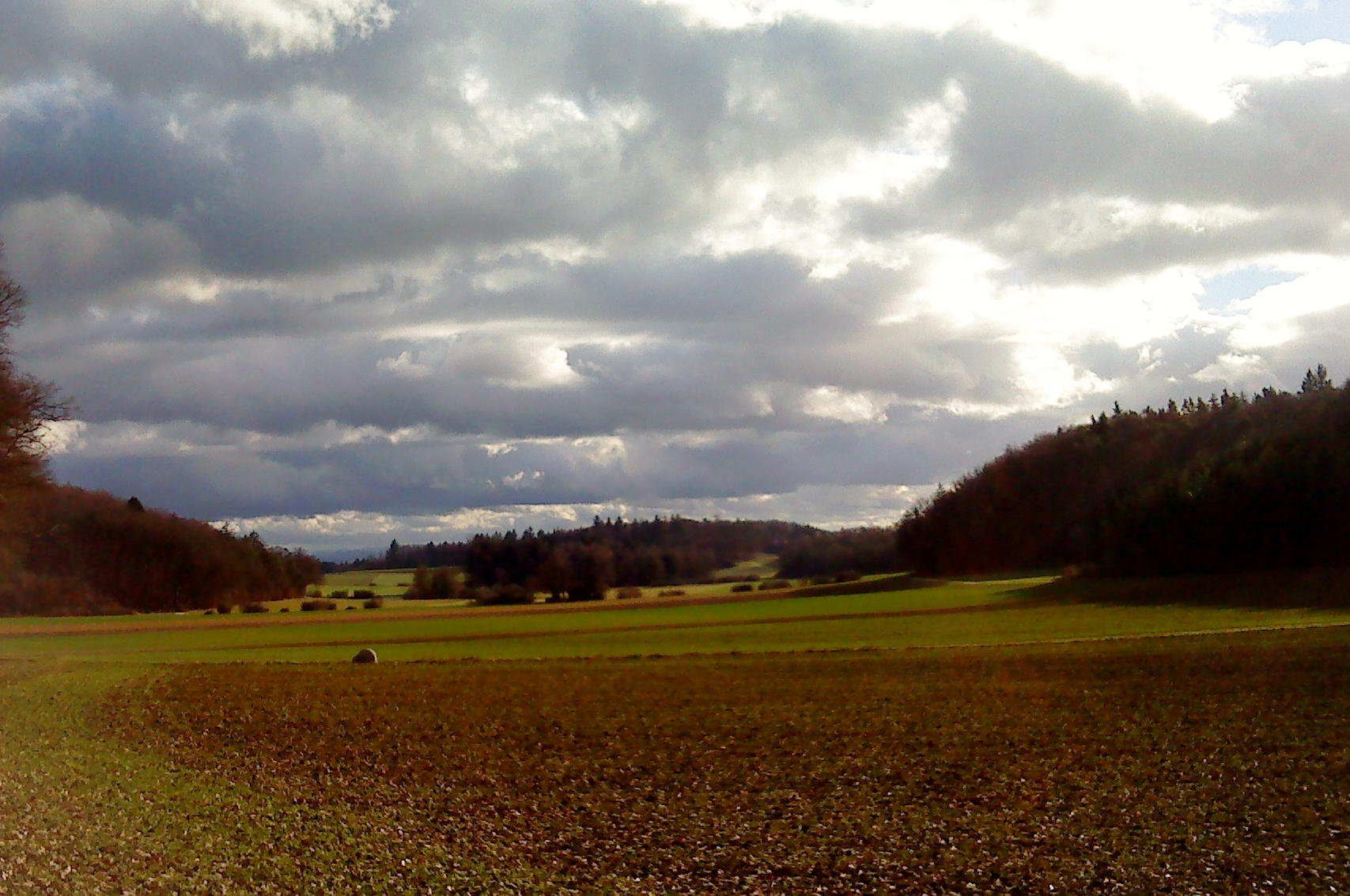
Eschheimertal

Carl Stemmler begann seine Sammelleidenschaft wissenschaftlich auszurichten. Er widmete sich dem Studium der Ornithologie und dort besonders dem der Raubvögel. Mit seinem Eintreten gegen die Bejagung der Raubvögel und gegen das Aussetzen von Prämien für deren Abschuss begann sein allgemeines, lebenslanges Engagement als Vorkämpfer für den Naturschutz. Bereits 1915 veranstaltete er in einer Schaffhauser Turnhalle eine Ausstellung. Dort zeigte er unter anderem «380 präparierte Vögel, 12 Vogelskelette, Hunderte von Brustbeinen und Becken, eine Fuss- und eine Kopfsammlung, eine grosse Zahl von Horsten und Nester, photographische Bilder aus dem Vogelleben (Naturaufnahmen zum Teil vom Veranstalter selbst), eine umfangreiche ornithologische Literatur ([…], Vögel, der „Ornithologische Beobachter“ u. s. w.); Tabellen über Magenbefunde».
Der «gefürchtete Kürschnermeister» trat teils aggressiv für den Naturschutz ein – Naturschützer galten zu seiner Zeit oft noch als verschrobene Leute. Das Schaufenster seines Geschäftes machte er zum Kampfplatz, in dem er alles an den Pranger stellte, was ihm im öffentlichen Leben missfiel. In einem extrem kalten Winter sammelte er erfrorene Vögel ein und legte sie ins Schaufenster, um die Leute aufzurütteln und zum Handeln zu bewegen. Unter anderem engagierte er sich im Zusammenhang mit dem Widerstand gegen das Kraftwerk Rheinau, die Kläranlage ARA Röti und für das Naturschutzgebiet Eschheimertal. Er war 1940 Mitbegründer der Kantonalen Naturschutzvereinigung und von 1942 bis 1965 deren Präsident. Er war Mitverfasser der ersten Naturschutzverfassung, womit der Kanton Schaffhausen der fortschrittlichste auf diesem Gebiet war. Trotz seines vielseitigen Engagements war sein einziges öffentliches Amt das des kantonalen Pilzkontrolleurs. Er blieb zudem «ein unermüdlicher Befürworter der Hege und Pflege von Tieren und Pflanzen». Über die Adler verfasste er zwei Bücher. Der als «Adlervater» bezeichnete Stemmler erstieg fast alle bekannten Horste und zeigte, dass die Adler nicht jene Lämmerräuber sind, als welche sie von den Bergbauern und Jägern oft verschrien wurden; 1952 wurden sie dann unter Schutz gestellt. Er setzte sich vergeblich für die Wiedereinbürgerung des Bartgeiers in der Schweiz ein (am 5. Juni 1991 wurde in der Schweiz dann doch mit der Auswilderung von Bartgeiern begonnen).
Auch Bernhard Grzimek war auf den Adlerforscher aufmerksam geworden. In einer Folge der Fernseh-Sendereihe «Ein Platz für Tiere» konnte Stemmler seine Anliegen vortragen. Man sah, wie er sich zu einem Adlerhorst abseilte, die Jungvögel beringte und Nahrungsreste zeigte. Für seine Kürschnerei und seine Sammlung kaufte er von den Jägern die Felle auf. Zwei seiner Söhne (Otto Stemmler-Scarsi, 1907–1997, und Theo Stemmler-Scheidegger, 1912–1998) ergriffen ebenfalls das Kürschnerhandwerk und betreuten nach seinem Tod die umfangreiche Fellsammlung, die nicht ausgestellt wurde, aber angehenden Berufskollegen als Anschauungsmaterial diente. Darüber hinaus «gewöhnten sich die Schaffhauser daran, dem Kenner allen Getiers, das krank oder verunfallt war, zur Betreuung und Pflege zu bringen oder sich beraten zu lassen. So glich das Haus Carl Stemmlers zeitweise einer Tierklinik. Der Vegetarier kaufte aus der eigenen Tasche für seine Pfleglinge Nahrung aus der Rossmetzgerei und sammelte mit seinen Söhnen unermüdlich Raupen und Insekten für die aus dem Nest gefallenen Jungvögel.» Im arbeitsarmen Sommer beschäftigte er sich mit dem Präparieren der Tiere. Als talentierter Zeichner bildete er Details der Tiere ab, die er als Vorlage für die Präparation nutzte. In der natürlichen Darstellung brachte er es «zu einer wahren Meisterschaft». Diese Verfahren brachten ihm Aufträge von Anatomen der Universitäten. Seine neu entwickelten Methoden der Präparation veröffentlichte er in einem eigenen Werk. Aus dem Spital erhielt er zudem die Leichen von Missgeburten, aus denen im Einverständnis mit den Eltern und Ärzten eine einzigartige Kollektion von Fötenskeletten entstand.
Carl Stemmler verzichtete neben Fleisch auch auf Tabak und Alkohol, er war ein vehementer Abtreibungsgegner und bezeichnete sich als Atheist und Kommunist. Er war zudem ein engagierter Impfgegner, der sich zu dem Thema mit Ärzten stritt und in seinem Schaufenster das Impfen als eine Vergiftung des Körpers geisselte. Für seine Ziele und Weltanschauung trat der Einzelkämpfer Stemmler verbissen und kompromisslos ein. Das von ihm initiierte, gepachtete und auf eigene Kosten unterhaltene Naturreservat Eschheimer Weiher verteidigte der athletische Sportringer auch schon mal handgreiflich gegen Froschschenkel- und Pflanzenräuber. Im Jahr 1970 wurde dieses Feuchtgebiet vom Regierungsrat des Kantons Schaffhausen unter Naturschutz gestellt. Es gilt als Amphibienlaichgebiet von nationaler Bedeutung.
Im Zweiten Weltkrieg, als die USA Truppen nach Sardinien sendeten, forderte er in einem Schreiben, dass die Bomber Rücksicht auf die heimischen Bartgeier nehmen sollten. Auch zur als unzureichend empfundenen Kennzeichnung der Schweizer Grenzen gegenüber ausländischen Militärflugzeugen mit mangelnden geographischen Kenntnissen der Piloten hatte er eine Idee, «da er nicht einfach abwarten wolle, bis eine Bescherung kommt, oder sie nicht kommt». Er schlug vor, über dem Grenzgebiet sollten «besonders bezeichnete Flugzeuge» kreisen, welche «mit Ausnahme des einzigen weissen Kreuzes auf der Oberseite […] vollkommen rot gestrichen» sein sollten. Seine Liebe zur Sowjetunion erklärte er damit, dass dieser Staat die grössten Naturschutzgebiete und die strengsten Naturschutzgesetze besitze.
Der Schaffhauser Journalist und Lokalhistoriker Kurt Bächtold resümierte über den «Naturfanatiker»: «Unter den vielen Querulanten, die Schaffhausen hervorgebracht hat, war der Kürschnermeister mit seinem früher feuerroten Bart einer der originellsten. Es war ihm eine Freude, Pfeffer und Salz in die bürgerlichen Wassersuppen zu werfen. […] Stemmlers Herz gehörte allem Schönen und Unverdorbenen; nie hat er aufgehört, dafür mit Mut und Mannhaftigkeit einzustehen. Intoleranz und Kompromisslosigkeit liessen manches nicht zur Vollendung kommen, aber sein Idealismus und seine Uneigennützigkeit blieben immer unbestritten.»
Auf einer Reise nach Tunis stürzte Carl Stemmler von einem Kamel, von den dabei erlittenen Schäden erholte er sich nicht mehr ganz. Er starb am 12. Mai 1971 in Schaffhausen.

## Museum Stemmler
Die Sammlung der Präparate befindet sich im von Carl Stemmler aufgebauten «Museum Stemmler» in Schaffhausen, in seinem vierstöckigen, ehemaligen Wohnhaus in der Sporrengasse 7.
Im Lauf der Jahre waren Carl Stemmlers Sammlungen immer umfangreicher geworden. Da das Haus «Zur Stockarburg» zu wenig Raum bot, wurde an der Sporrengasse ein eigener Gebäudeteil dafür hergerichtet.
Nach dem Tod seiner Frau 1960 intensivierte Stemmler den Ausbau seiner Kollektionen. Im Europäischen Naturschutzjahr 1970, kurze Zeit vor seinem Tod, erfolgte die Übergabe an die Stadt Schaffhausen. Im Herbst 1976 wendete sich die Erbengemeinschaft erfolgreich an die Stadt, damit diese auch das Gebäude als öffentlichen Ausstellungsraum erwerbe.
Dank der weitgehend noch ursprünglichen Präsentation und Beschriftung gilt «das Museum im Museum» mittlerweile als Unikat in der Museumslandschaft; einige später erfolgte Änderungen wurden inzwischen rückgängig gemacht. Hunderte von dicht stehenden Präparaten zeigen insbesondere die Vielfalt der einheimischen Vogelwelt. Daneben dokumentieren Zeichnungen und Fotografien Stemmlers Engagement für die Tierwelt und seine Schaffenskraft. Um die nicht einem modernen Museum entsprechende Präsentation auch für Kinder zu einem Erlebnis zu machen – Kinder bilden rund die Hälfte der Besucher –, wurde im obersten Stockwerk eine Naturwerkstatt eingerichtet, «Natur ertasten und erschmecken, am Computer Tiere und ihre Stimmen kennenlernen und im Quiz das angeeignete Wissen testen».
Das Museum zeigt seit 1962 als «Panoptikum der Tierwelt» unter anderem Vogel- und Säugetierpräparate, Schädel, Felle, Schlangenhäute und -zähne. Hauptbestandteil ist die Vogelsammlung, in der ein Grossteil der einheimischen Brutvögel vertreten ist. Die Sammlung von Greifvögeln – vor allem von Steinadlern und Bartgeiern – war von Carl Stemmler als ein Manifest gegen deren Verfolgung gedacht. In der Präparation von Flachbälgen beschritt Stemmler ebenfalls neue Wege. Von dieser wissenschaftlich besonders wertvollen, umfangreichen Sammlung wurden viele der Exponate durch Wasserschäden und Insektenfrass zerstört. Ein besonderes Schaustück ist ein Adlerhorst aus dem Unterengadin, den er 1945 abgebaut und durch einen neuen ersetzt hatte. Insgesamt werden etwa 5000 Objekte aufbewahrt. Der Eintritt ist frei.Stand 2021

## Werke
Insgesamt 7 Bände und Tagebücher.
- Die Adler der Schweiz. Verlag Grethlein, Zürich 1932.
- Der Steinadler in den Schweizer Alpen. Selbstverlag, Schaffhausen 1955.
- Beschreibung seiner Präparationsmethoden. In: Der Präparator. 1957, Heft 1.[8]
- Seltsame Vogelwelt. 1964.
- Erfahrungen und Verbesserungen beim Aufstellen von Vögeln. In: Der Präparator. 1957/1, Basel 1978, S. 8–15.